# Melissa Donà
Melissa Donà (Treviso, 11 aprile 1982) è una pallavolista italiana.
Gioca nel ruolo di schiacciatrice nell'Aragona.

## Carriera
La carriera di Melissa Donà inizia con l'esordio in Serie A2 nella stagione 2004-05 con la maglia della Promo Firenze; nella stagione successiva passa alla Roma dove rimane per tre annate disputando altrettanti campionati in serie cadetta. Nella stagione 2009-10 gioca per il Time Volley Matera in Serie B1, con cui ottiene la promozione in Serie A2, categoria dove milita nelle due annate successive con la stessa squadra.
Nella stagione 2012-13 viene ingaggiata dal Cuatto Giaveno, neopromosso in Serie A1, facendo il suo esordio nella massima categoria del campionato italiano; resta in Serie A1 anche nella stagione 2013-14 difendendo i colori dell'Imoco di Conegliano.
Milita in Serie A2 sia nella stagione 2014-15 con la New Volley Libertas di Aversa, che in quella 2015-16 con il Soverato, per poi far ritorno in Serie A1 per l'annata 2016-17 grazie all'acquisto da parte dell'AGIL di Novara, con cui vince lo scudetto. Per il campionato 2017-18 è nuovamente al club di Soverato, nella serie cadetta.
Nella stagione 2018-19 si accasa al Lamezia, in Serie B1; nel gennaio 2019, però, lascia la formazione calabrese per unirsi alla Wealth Planet Perugia, in Serie A2, con cui conclude il campionato con la promozione in massima serie. Nell'annata successiva torna nuovamente in Serie B1, ingaggiata dall'Aragona.

## Palmarès

### Club
- Campionato italiano: 1

2016-17